# Tonicella lineata
Tonicella lineata is een keverslak uit de familie der Ischnochitonidae.
Tonicella lineata wordt 40 millimeter lang. De schelpplaten zijn gelig bruin, met donkere golvende tekening. De zoom is leerachtig.
Deze soort komt voor aan de westkust van Noord-Amerika.